# Sergentomyia mirabilis
Sergentomyia mirabilis är en tvåvingeart som först beskrevs av Aimé Georges Parrot och Wanson 1939.  Sergentomyia mirabilis ingår i släktet Sergentomyia och familjen fjärilsmyggor. Inga underarter finns listade i Catalogue of Life.